# Mas Ventós (El Port de la Selva)
El Mas Ventós és un mas en ruïnes que es troba al terme municipal del Port de la Selva a la serra de Verdera a 461 msnm, no gaire lluny el monestir de Sant Pere de Rodes. Actualment està condicionat com a àrea recreativa i de descans, els murs del mas estan consolidats i els baixos serveixen com a magatzems. Des d'aquest mas es té una gran vista sobra la plana empordanesa. Hi ha una sardana dedicada a aquest mas i a la vista que té de nom Sota el mas Ventós del compositor de Vilajuïga Jaume Bonaterra i Dabau.